# Culturstelsel
Culturstelsel – system agrarny funkcjonujący w holenderskich Indiach Wschodnich.
Został wdrożony w 1830 z inicjatywy gubernatora generalnego Johannesa van den Boscha. Zakładał konieczność wymuszenia na ludności tubylczej pracy, która miała dodatkowo podlegać ścisłej kontroli administracji kolonialnej. Określał również, iż tubylcy winni ok. 2/3 roku przepracowywać na terenach dostarczających Holendrom towarów eksportowych. Egzekwowanie tych zaleceń na szczeblu lokalnym powierzono przedstawicielom tradycyjnych elit jawajskich. Culturstelsel przyniósł ogromne zyski (w latach 1830-1877 837 mln guldenów) i przyczynił się do gwałtownego rozwoju gospodarczego Holandii w drugiej połowie XIX stulecia. Doprowadził jednocześnie do klęski głodu (lata 40. i 50. XIX wieku), w wyniku której zmarło kilkaset tysięcy osób. Krytykowany między innymi przez barona van Hoevella i Edwarda Douwesa Dekkera, został złagodzony. Zniesiono go całkowicie w 1917.